# Aegiochus arctica
Aegiochus arctica là một loài chân đều trong họ Aegidae. Loài này được Lutken miêu tả khoa học năm 1859.